# Zichybarlang megállóhely
Zichybarlang megállóhely (románul: Gara Peștera) egy romániai, Bihar megyei vasútállomás, melyet Románia állami vasúttársasága üzemeltet.

## Vasútvonalak
Az állomást az alábbi vasútvonalak érintik:
- Nagyvárad–Kolozsvár-vasútvonal

## Kapcsolódó állomások
A vasútállomáshoz az alábbi állomások vannak a legközelebb:
- Vársonkolyos vasútállomás
- Rév felső megállóhely